# Marco Biraghi
Marco Biraghi (Milán, 18 de septiembre de 1959) es un historiador de arquitectura italiano.

## Biografía
Estudió arquitectura en el Politécnico de Milán, donde se graduó en 1986, bajo la supervisión de Massimo Cacciari. En los años siguientes trabajó en su doctorado y postdoctorado. En 1997 se convirtió en investigador en historia de la arquitectura en la Facultad de Arquitectura-Leonardo de la Politécnica de Milán. Desde 2003 es profesor asociado en la Facultad de Arquitectura Civil, todavía en el mismo Politécnico, donde enseñó historia de la arquitectura contemporánea. Desde 2012 es profesor en la Escuela de Arquitectura y Sociedad, luego se fusionó en 2016 en la Escuela de Ingeniería de Edificación de la Arquitectura Urbana.
En 2004 fundó GIZMO junto con Gabriella Lo Ricco, Silvia Micheli y Mario Viganò, un colectivo de investigación así como una revista de arquitectura.

## Obras
- Porta multrifons. Forma, immagine, simbolo, Sellerio Editore, Palermo, 1992
- Hans Poelzig. Architettura, ars magna - 1869-1936, Arsenale editrice, Verona, 1992
- Hans Poelzig: Architektur 1869-1936, Vice Versa Verlag, Berlino, 1993
- Rilievi genovesi - Una città scolpita a parole, Edizioni Pendragon, Bologna, 1995
- Le forme e i tempi. Per una "filosofia della vita" dei monumenti e dei documenti, Edizioni Guerini e associati, Milano, 1997
- Guida all'architettura del Novecento a Vienna, Budapest e Praga, Electa,  Milano, 1998
- Béla Lajta. Ornamento e modernità (a cura di), Electa, Milano, 1999
- Progetto di crisi. Manfredo Tafuri e l'architettura contemporanea, Marinotti Edizioni, Milano, 2005
- Peter Eisenman. Tutte le opere (con Pier Vittorio Aureli e Franco Purini), Electa, Milano, 2007
- Storia dell'architettura contemporanea I - 1750-1945, Einaudi, Torino, 2008
- Storia dell'architettura contemporanea II - 1945-2008, Einaudi, Torino, 2008
- Identification Parade: Manfredo Tafuri and Rem Koolhaas, Textem Verlag, Amburgo, 2011
- Project of Crisis: Manfredo Tafuri and Contemporary Architecture, MIT Press, Cambridge (Massachusetts), 2013
- Storia dell'architettura italiana 1985-2012 (con Silvia Micheli), Einaudi, Torino, 2013
- "Architettura" in Enciclopedia delle Arti Contemporanee. Il tempo inclinato (a cura di Achille Bonito Oliva), Electa, Milano, 2015
- Guida all'architettura di Milano 1954-2015 (con Gabriella Lo Ricco e Silvia Micheli), Hoepli, Milano, 2015
- Milan Architecture Guide 1945-2015 (con Florencia Andreola e Gabriella Lo Ricco), Hoepli, Milano, 2015